# Changuu
Changuu (auch Kibandiko oder Prison Island) ist eine kleine Insel im Indik des Sansibar-Archipels, Tansania. Ihr Name stammt aus dem Suaheli und ist die Bezeichnung eines Fisches, den man dort antraf.

## Geographie
Die Insel ist oval und erstreckt sich von Nordwesten nach Südosten über eine Länge von 800 m, an der breitesten Stelle misst sie 230 m. Changuu liegt 5,6 km vor der Stadt Sansibar und 5,1 km vor Bububu an der Westküste von Unguja. Die Koordinaten sind:  6° 7'9.29"S  39°10'1.07"E.

## Geschichte
Changuu wurde von ihren Besitzern, zwei arabischen Sklavenhändlern, die sie vom ersten Sultan Sansibars, Madschid bin Said (1834–1870), geschenkt bekommen hatten, als Gefängnisinsel benutzt, wo sie einige ihrer Sklaven züchtigten, bevor sie sie auf dem Sklavenmarkt in Stone Town verkauften. Nachdem Changuu kurzzeitig als Korallenmine benutzt worden war, kaufte 1893 der britische Gouverneur Lloyd Mathews die Insel, um ein Gefängnis für Gewalttäter vom Festland zu bauen. Stattdessen wurde in dem Gefängnis aber eine Quarantänestation für Gelbfieber eingerichtet, als Stone Town eine Epidemie drohte, die auf ganz Ostafrika hätte überschwappen können. Da die meisten Schiffe im Sommer kamen und so im Winter keine neuen Erkrankten eingeliefert wurden, war es schon damals ein beliebter Erholungsort. Dafür wurden Süßwassertanks angelegt und Gruben vom Korallenabbau für Schwimmbecken geflutet. Im Jahr 1919 bekam Changuu vom Gouverneur ihre berühmtesten Bewohner, nämlich vier Aldabra-Riesenschildkröten geschenkt. Die Schildkröten vermehrten sich und erhöhten ihre Zahl stark, doch durch Diebstahl der Tiere sank ihre Zahl trotz neuer Importe. 1931 wurde für 904 Erkrankte ein neuer Quarantänekomplex erbaut. Inzwischen wurde der Betrieb der Krankenstation eingestellt, auf der Insel befinden sich derzeit ein altes Hotel und Ferienwohnungen. Das Hotel ist allerdings seit Jahren nicht mehr in Betrieb.

## Weblinks

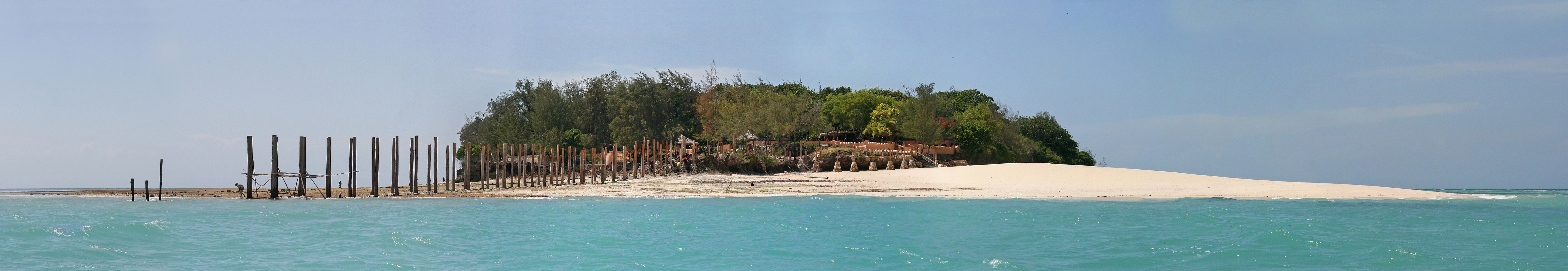
Ansicht Changuu von Osten